# Wkra (dopływ Mołstowy)
Wkra – struga na Równinie Gryfickiej, w woj. zachodniopomorskim, w gminie Rymań; prawobrzeżny dopływ rzeki Mołstowy.
Struga bierze swe źródła na północ od Rymania między Kobylą Górą a Raciborskimi Górami, skąd płynie na północ. Dalej na południe od wsi Gorawino zmienia bieg w kierunku południowo-wschodnim. Płynie na zachód od wsi Starnin, za którą biegnie w kierunku południowym. Wpada do Mołstowy od prawego brzegu, na północny zachód od wsi Grąd.
Ujściowy odcinek stanowi granicę między gminą Brojce a gminą Rymań.
Nazwę Wkra wprowadzono w 1948 roku, zastępując poprzednią niemiecką nazwę Ücker Bach.